# Modzele (zoologia)
Modzele – zgrubienia na skórze niektórych zwierząt. Występują na skórze kończyn większości płazów bezogonowych i części płazów ogoniastych (modzele naskórka palców i przedramion), na pośladkach niektórych małp (modzele pośladkowe) oraz na piersiach niektórych ptaków (modzele piersiowe). Ich wielkość, rozmieszczenie i kolor są cechami gatunkowymi.
Modzele godowe płazów występują w okresie godowym na przednich kończynach, często na dłoniach, samców. Brodawkowate modzele podeszwowe występują na spodnich powierzchniach (podeszwach) kończyn. Na spodnich stronach palców niektórych płazów występują brodawkowate modzele stawowe.